# Миртлтаун (Калифорнија)
Миртлтаун (енгл. Myrtletown) насељено је место без административног статуса у америчкој савезној држави Калифорнија.

## Демографија
По попису из 2010. године број становника је 4.675, што је 216 (4,8%) становника више него 2000. године.
| Група             | 2000.         | 2010.         |
| Белци             | 3.854 (86,4%) | 3.763 (80,5%) |
| Афроамериканци    | 35 (0,8%)     | 53 (1,1%)     |
| Азијати           | 62 (1,4%)     | 155 (3,3%)    |
| Хиспаноамериканци | 204 (4,6%)    | 387 (8,3%)    |
| Укупно            | 4.459         | 4.675         |